# Дубянские
Дубянские — два поколения потомков Фёдора Яковлевича Дубянского, духовника императриц: Екатерины I Алексеевны и Елизаветы Петровны. Этот дворянский род пресекся в 1851 году.

## История рода
Протоиерею Дубянскому были пожалованы значительные вотчины, включая Богословку и Керстовскую вотчину в Ямбургском уезде. В браке с Марией Константиновной, урожд. Шаргородской, у него было четверо сыновей, в 1761 году пожалованных в потомственное дворянство.

## Известные представители
- Михаил (1733—1776) — унтер-шталмейстер и егермейстер, секунд-майор лейб-гвардии Конного полка, деятельный участник переворота 1762 года;
  - Фёдор Михайлович — бригадир, музыкант-любитель.
  - Варвара Михайловна (1763—1803) — первая жена Василия Николаевича Зиновьева, тайного советника.
- Захар (1743—1765) — капитан-поручик Преображенского полка;
- Яков (1745—1807) — майор, ревностный деятель масонства.
  - Александр (1771—1851) — российский военный деятель, полковник, герой Отечественной войны 1812 года.
  - Пётр Яковлевич (1774—1822), холост.
  - Надежда Яковлевна — жена Александра Яковлевича Голохвастова, тайного советника.
- Фёдор — ротмистр лейб-гвардии Конного полка;
- Елизавета — замужем за князем Яковом Петровичем Долгоруким, камергером.

Фёдор Михайлович Дубянский утонул при переправе через Неву в 1796 году холостым; Державин откликнулся на его гибель одой «Потопление». Через четыре года умерла сестра Варвара, а в 1818 — их мать Наталья Фёдоровна. Совладельцами керстовской вотчины остались Александр и Дмитрий Михайловичи (1769 — 12.12.1825), церковнопевческий деятель, и до 1843 года единственным хозяином вотчины оставался Александр Михайлович Дубянский (08.03.1771—23.05.1843), действительный статский советник.

## Описание герба
Щит разделён диагональной чертой с правого верхнего угла к левому нижнему на два равные поля золотое и зелёное, в которых изображено дерево Дуб с растущими на нём желудями переменных с полями цветов. Щит увенчан обыкновенным дворянским шлемом с павлиньими перьями, на середине коих виден золотой Крест. Намёт на щите зелёный, подложенный золотом. Герб Дубянских внесён в Часть 2 Общего гербовника дворянских родов Всероссийской империи, стр. 141.